# Hausbesitzer-Zeitung
Die Hausbesitzer-Zeitung war eine österreichische Zeitschrift, die zwischen 1881 und 2001 rund zweimal monatlich in Wien erschien. Unterbrechungen der Herausgabe gab es zwischen 1883 und 1892 sowie zur Zeit des Nationalsozialismus von 1938 bis 1945. Von 1881 bis 1919 hieß die Zeitschrift Hausherren-Zeitung.

## Hausherren-Zeitung
Die Hausherren-Zeitung erschien von 1881 bis 1883 mit dem Nebentitel Organ für den Haus- und Landwirthschaftsbesitz, für Handel, Gewerbe und Volkswirthschaft und nach einer Unterbrechung wieder von 1892 bis 1919 mit den Nebentiteln Organ zur Wahrung und Förderung der Interessen der Haus- und Grundbesitzer Österreichs und ab 1893 Officielles Organ der Hausbesitzer-Vereine, sowie des Central-Verbandes.
In der Ausgabe vom April 1897 schreibt Ludwig (Louis) Wittgenstein, der Onkel des gleichnamigen Philosophen, dass er das Eigentum der Zeitung erworben habe.

## Hausbesitzer-Zeitung
Die Hausbesitzer-Zeitung erschien von 1881 bis 1883 mit häufig wechselnden Nebentiteln wie etwa Gemeinsames Organ des Zentralverbandes d. Hausbesitzer Wiens, des NÖ Haus- und Grundbesitzerverbandes u. d. Österreichischen Haus- und Grundbesitzerbundes, Landesverband Steiermark. Eine Unterbrechung gab es von 1938 bis 1945, seit 1990 enthält sie einen Steiermark-Teil.